# هجوم کوسه‌ها
هجوم کوسه‌ها (انگلیسی: Shark Swarm) فیلمی آمریکایی در سبک دلهره‌آور و ترسناک است که در سال ۲۰۰۸ منتشر شد. این فیلم با واکنش‌های منفی از سوی منتقدان مواجه شد.

## گزیدهٔ بازیگران
- داریل هانا
- جان اشنایدر
- آرماند آسانته
- اف. موری آبراهام
- روآرک کریچلوو
- هیتر مک‌کامب
- جان انوس سوم
- تیفانی هینس
- جون اسکویب
- الیسا داناوان